# 交響曲第58番 (ハイドン)
交響曲第58番 ヘ長調 Hob. I:58 は、フランツ・ヨーゼフ・ハイドンが作曲した交響曲。

## 成立
自筆原稿は残っていないが、「メヌエット・アラ・ツォッパ」（Menuet alla zoppa）と題された第3楽章が『バリトン三重奏曲第52番 ニ長調』（Hob. XI:52）の第3楽章とほぼ同一のものであり、バリトン三重奏曲に付けられた番号は概ね作曲順を反映しており、次の『バリトン三重奏曲第53番 ト長調』（Hob. XI:53）が1767年の作曲であることから、『バリトン三重奏曲第52番』およびこの交響曲もだいたい同じ時期に作曲されたと考えられる。

## 編成
オーボエ2、ホルン2、第1ヴァイオリン、第2ヴァイオリン、ヴィオラ、低音（チェロ、ファゴット、コントラバス）。

## 曲の構成
- 第1楽章 アレグロ
ヘ長調、4分の3拍子、ソナタ形式。
弦楽器によって穏やかに始まる。

- 第2楽章 アンダンテ
変ロ長調、4分の2拍子、ソナタ形式。
弦楽器のみで演奏される。

- 第3楽章 メヌエット・アラ・ツォッパ：ウン・ポコ・アレグレット – トリオ
ヘ長調 - ヘ短調、4分の3拍子。

「アラ・ツォッパ」（alla zoppa）とは「よろめくように」という意味であり、音楽用語で不均整なリズムの一種（シンコペーション）を言う[2]。付点つきリズムを主体として第2拍が長く引き伸ばされるが、ところどころ1拍目や3拍目が伸ばされる箇所がある。対照的にトリオはヘ短調で（ホルンの長いヘ音の伸ばし以外）弦楽器のみによる暗く沈んだ調子に変わる。

- 第4楽章 フィナーレ：プレスト
ヘ長調、8分の3拍子、ソナタ形式。

舞曲調の音楽で、2拍目が強調される不思議なリズムを持つ。再現部に入ったところでは1拍目が強調される。